# オクタデカボラン
オクタデカボラン(Octadecaborane)は、化学式B18H22のトリ ヒドロボラン、無機化合物である。多くのボランと同様に、無色の可燃性固体である。実用的な用途はないが、その構造は、理論的、教育的な興味を持たれている。

## 合成
B20H182-の酸化分解またはB9H12-の酸化カップリングにより形成される。

## 構造
2つの異性体が知られており、水素化ホウ素のクラスターで、最初の異性体の例となった。2つのサブユニットに共有されるホウ素中心が以上に高いB-B相互作用数を持つことでも興味を持たれている。異性体は、2つのB9H11多角体サブユニットから構成され、各々がデカボランに似た形でB-B角で繋がっている。これら2つのホウ素原子は、各々6つと配位しており、この化合物は、単一のホウ素中心の周りでホウ素がこれほど多く配位する初めての例となった。
この化合物には、端が融合した2つの多面体の方向が異なる2つの幾何異性体が存在し、複数の異性体が存在することが知られる初めてのボランとなった。幾何異性体の中でキラリティーを持つものは、エナンチオマーが光学分割された初めてのボランであり、また当時キラリティーを持つことが知られていた2番目のボランであった。